# Ручьи (Пинежский район)
Ручьи — посёлок сельского типа в Пинежском районе Архангельской области России. Входит в состав муниципального образования «Лавельское».

## География
Посёлок Ручьи расположен на берегах реки Сора (бассейн Пинеги), высота центра над уровнем моря — 17 метров.

## Население
| 2002 | 2010 | 2012 |
| ---- | ---- | ---- |
| 53   | ↘2   | ↗4   |

По данным Всероссийской переписи 2010 года в посёлке 2 человека. По состоянию на 2009 год в посёлке проживал 1 человек.

## История
В августе 1952 года начались работы по расчистке стройплощадки под будущий посёлок Ручьи на 19-м километре Лавельской узкоколейной железной дороги. Первый дом в Ручьях был построен в октябре 1952. Были построены магазины, столовая, баня, детский сад, начальная школа, клуб. Позднее посёлок заметно вырос (около 300 человек в начале 1990-х годов).
До выселения жителей посёлка по железной дороге регулярно следовали пассажирские поезда. В советское время попасть из Архангельска в Ручьи можно было за 4 часа (самолёт «Архангельск — Сура», автобус «Сура — Новолавела», поезд «Новолавела — Ручьи»). В 1998 году вывозка леса по узкоколейной железной дороге была прекращена. Жители посёлка были переселены в центр поселения — посёлок Новолавелу. В 2003—2005 годах был проведён демонтаж железной дороги к посёлку, разобранная железная дорога была превращена в грунтовую автомобильную дорогу.